# Văn cảnh
Văn cảnh (tiếng Anh: context), còn được gọi là ngữ cảnh, là một đoạn tương đối hoàn chỉnh của lời nói hoặc lời viết, một vùng ngôn từ bao quanh tác phẩm hoặc một bộ phận tác phẩm, trong đó nghĩa và ý nghĩa của mỗi từ, mỗi câu được biểu lộ chính xác nhất.
Trong văn học, văn cảnh quy đinh cụ thể nội dung, tính biểu cảm, màu sắc phong cách chẳng những của một mảng nào đó của tác phẩm mà còn của toàn bộ chỉnh thể tác phẩm.
Đứng ngoài văn cảnh thì không thể nắm bắt được thái độ của tác giả đối với cái được miêu tả.
Trong nghiên cứu văn học và nghiên cứu văn hóa, người ta còn dùng văn cảnh theo nghĩa rộng: văn cảnh văn hóa, văn cảnh lịch sử, văn cảnh thời đại.